# Boris Achour
Boris Achour (* 1966 in Marseille) ist ein französischer bildender Licht- und Videokünstler.

## Biografie
Boris Achour schloss 1991 sein Studium an der École Nationale Supérieure d’Arts de Paris Cergy (ENSAPC) ab. Von 1991 bis 1992 studierte er an der ENSBA im Rahmen des Nachdiplomstudiums unter der Leitung von Vincent Barré. 1996 hielt er sich in Berlin und Montreal auf, 1999 in Los Angeles und 2005 in New York.
Im selben Jahr war er Mitbegründer von Public in Paris, einem Raum für zeitgenössische Kunst, der von unabhängigen Künstlern und Kuratoren verwaltet wird. 2002 gründete er mit Claire Jacquet, François Piron und Émilie Renard Trouble, eine kunstkritische Zeitschrift.
Seit Januar 2010 unterrichtet er an der École nationale supérieure d’arts de Paris-Cergy.
2002 erhielt er den Prix Fondation d’entreprise Ricard, der mit einem Ankauf für das Musée National d’Art Moderne verbunden ist.
2017 wurden einige Werke von der Sammlung des Fonds d'art contemporain - Paris Collections erworben.

## Ausstellungen
Einzelausstellungen
- 2016: Fiac, Galerie Allen, Paris, Frankreich
- 2016 : 12XU, Galerie Allen, Paris, Frankreich
- 2012: Séances, Centre d’art contemporain d’Ivry – le Crédac, kuratiert von Claire le Restif.
- 2012: Oh Lumière, Galerie Georges-Philippe et Nathalie Vallois, Paris[1]
- 2012: Mehr, Galerie Ruth Leuchter, Düsseldorf
- 2009: Conatus : La rose est sans pourquoi, FRAC Champagne-Ardenne, Reims
- 2009: Conatus : Celui dans la grotte, Galerie Georges-Philippe et Nathalie Vallois, Paris[1]
- 2008: Conatus: A Forest, Montehermoso Cultural Center, Vitoria-Gasteiz, Spanien
- 2008: Conatus : Timescape, Galerie Cesare Manzo, Rome, Italien
- 2008: Galerie des Multiples, Paris
- 2006: Conatus : Pilote, Galerie Georges-Philippe et Nathalie Vallois, Paris
- 2004: Spirale, Espace des Blancs Manteaux, Nuit Blanche, Paris
- 2004: Ici et autrefois et ailleurs et maintenant, Fondation Caixa, Lleida, Spanien
- 2004: Cosmos, Red District, Marseille
- 2003: Jouer Avec Des Choses Mortes, les Laboratoires, Aubervilliers
- 2003: Non-Stop Paysage, Fri-Art, Fribourg, Schweiz
- 2003: Brume, REMO-Osaka Contemporary Art Center, Osaka, Japan
- 2002: Flash Forward, Galerie Chez Valentin, Paris
- 2002: Cosmos, Kunstverein Freiburg, Deutschland
- 2002: Cosmos, Palais de Tokyo, Paris
- 2001: Générique 2, Galerie de l’école des Beaux-Arts, Marseille
- 2000: Générique, Galerie Chez Valentin, Paris[1]
- 1999: Stoppeur, Fort Beauregard, Besançon
- 1999: Dehors  et dedans, le 19-centre régional d’art contemporain, Montbéliard
- 1999: Passage Hall, École Nationale des Beaux-Arts, Lyon, kuratiert von François Piron
- 1998: Oui, Galerie Chez Valentin, Paris
- 1997: Galerie Chez Valentin[1]

Gemeinschaftsausstellungen
- 2016: Every Body, LAAC, Dunkerque, Frankreich
- 2016: Portrait de l’artiste en Alter, cur. Véronique Souben, Frac Haute-Normandie, Rouen, Frankreich
- 2016: The House Is Looking For An Admiral To Rent, cur. Marie Bechetoille, Musée National d’Art Contemporain, Bucarest, Roumania
- 2016: Enclencheurs de récits, cur. Sophie Lapalu, Le Point Commun, Cran-Gevrier, Frankreich
- 2015: C’est la vie ?, cur. Neil Baloufa, Occidental Temporary, Villejuif, Frankreich
- 2015: All The World’s Future, cur. Okwui Enwezor, 56th Venice Biennale, Venice, Italy
- 2015: Un nouveau festival : Air de jeu, cur. Michel Gauthier, Centre Pompidou / Musée National d’Art Moderne, Paris, Frankreich
- 2015: Chercher le garçon, cur. Frank Lamy, MAC/VAL, Vitry-sur-Seine, Frankreich
- 2015: Abstract Jungle, Galerie de Multiples, Paris, Frankreich
- 2015: Par le Bleu, la «grande couleur», Bastion de Frankreich, Porto-Vecchio, Corsica, Frankreich
- 2014: Merzen, cur. Jeanne Gillard & Nicolas Rivet, LiveInYourHead, Geneva, Switzerland
- 2014: Lettre A, Livres d’artistes et éditions limitées, Galerie Eva Meyer, Paris
- 2014: Echos #3-Boucles, Centre d’art le Lait, Albi
- 2013: Nuit Blanche, Toronto, Canada, kuratiert von Ami Barak
- 2013: Comme au cinéma, Centre D’art Contemporain, Pontmain, Frankreich, kuratiert von Annaïk Besnier
- 2013: The Black Moon, dans le cadre de Nouvelles Vagues, Palais de Tokyo, Paris, kuratiert von Sinziana Ravini
- 2013: Les archipels réinventés 2/Prix Fondation d’entreprise Ricard, La Vieille Charité, Marseille, Frankreich, kuratiert von Emma Lavigne
- 2013: Nessus Oggetto E’ Innocente, Frac Corse, Corte, kuratiert von Hugues Reip
- 2013: Commissariat pour un arbre #4,Jardin Botanique, Bordeaux, Frankreich, kuratiert von Mathieu Mercier
- 2013: Les passagers du temps, Instant 42, Taipei, Taïwan, kuratiert von Théo Robine-Langlois
- 2013: Projections – Vers d’autres mondes, Musée de l’Abbaye Sainte-Croix, Les Sables-d’Olonne
- 2013: Le Flâneur, dans le cadre du programme Chapelle Vidéo, Musée d’art et d’histoire de Saint-Denis
- 2013: Dernières nouvelles, Galerie de multiples, Paris
- 2013: Les référents, École municipale des Beaux-Arts Galerie Edouard-Manet, Gennevilliers, kuratiert von Étienne Bernard & Aurélien Mole
- 2012: Songe d’une nuit d’été, Château d’Oiron, Toulouse
- 2012 : Le luxe : mode d’emploi, Passage de Retz, Paris, kuratiert von Nicolas Liucci-Goutnikov avec le concours de Bernard Blistène
- 2012: De nombreuses mains colorées placées côte à côte pour former une rangée de nombreuses mains colorées, Galerie de l’ENSBA, Lyon, kuratiert von Emilie Renard
- 2011: Clairvoyance, Soloway, Brooklyn, NY, USA, kuratiert von Paul Branca
- 2011: Nouvelles du jour, Galerie JTM, kuratiert von Elvire Bonduelle et Marguerite Pilven
- 2011: ApParis, Espace En Cours, Paris, kuratiert von Deniz Erbas, Irene Panzani et Xu Zhang
- 2011: Catalogue, Musée d’art moderne de Saint-Étienne, kuratiert von Jeanne Brun & Emmanuel Tibloux
- 2011: La ronde, La Ferme du Buisson, Noisiel, kuratiert von Émilie Renard
- 2011: Ha Ha Road, Quad, Derby, UK & Oriel Mostyn Gallery, Llandudno, UK, kuratiert von Dave Ball
- 2011: Le bel été, FRAC Corse, Corte, Frankreich
- 2011: Multiples and Co, Villa du Parc, Annemasse, kuratiert von Gilles Drouot pour la Galerie de Multiples
- 2010: Une forme pour toute action, Printemps de Septembre, Les Abattoirs, Toulouse, kuratiert von Éric Mangion.
- 2010: Double Bind/Arrêtez d’essayer de me comprendre!, Villa Arson, Nizza, kuratiert von D. Inkster, E. Mangion, S. Pluot.
- 2010: L’obstacle est la tautologie, atelier de Benoît Maire, kuratiert von Benoît Maire, Paris.
- 2010: Nos meilleurs souvenirs, Expérience Pommery #8, Domaine Pommery, Reims, kuratiert von Régis Durand
- 2010: Toute chose oblique, La maison vide, Bouliac, kuratiert von Lauren Huret
- 2009: GAGARIN The Artists in their Own Words, S.M.A.K, Gent, Belgien
- 2009: Les archipels réinventés, Centre Georges Pompidou, Paris, kuratiert von Emma Lavigne.
- 2009: Faux Jumeaux, S.M.A.K, Gent, Belgique, kuratiert von Guillaume Désanges.
- 2009: La Force de l’Art, Grand Palais, Paris, kuratiert von Jean-Louis Froment, Jean-Yves Jouannais, Didier Ottinger.
- 2008: La foule (zéro-infini), La Tôlerie, Clermont-Ferrand, kuratiert von Guillaume Désanges
- 2008: Grand Chaos et Tiroirs, Les Arques/Printemps de Septembre, Toulouse, kuratiert von Claire Moulène & Mathilde Villeneuve.
- 2008: Animations/Fictions, The National Museum of Contemporary Art, Bucarest, Roumanie
- 2008: Valeurs Croisées, Biennale d’art contemporain, Rennes, kuratiert von Raphaële Jeune.
- 2008: Les sujets en moins, Galerie Léo Scheer, Paris, kuratiert von Éric Mangion
- 2008: Pernod Ricard Art World, Winzavod Art Center, Moskau, Russland, kuratiert von Claire Staebler
- 2008: Soft Spot, Projekt 0047, Oslo, Norwegen, kuratiert von Marianne Zamecznik
- 2007: Vacuum, CCC, Tours
- 2007: White Light-Write it, Lieux Communs, Toulouse
- 2007: Moitié Carré – Moitié Fou, Villa Arson, Nizza, kuratiert von Vincent Pécoil, Lili Reynaud-Dewar, Elisabeth Wetterwald.
- 2007: Intouchable, Museo de Arte Contemporaneo, Valladolid, Spanien, kuratiert von Guillaume Désanges & François Piron.
- 2006: Notre Histoire, Palais de Tokyo, Paris, kuratiert von Nicolas Bourriaud & Jérôme Sans.
- 2006: La force de l’art, Grand Palais, Paris.
- 2006: La Fabrique – an expanded field of action, AK28, Stockholm, Suède
- 2006: Intouchable, Villa Arson, Nizza, kuratiert von Guillaume Désanges & François Piron.
- 2005: Première Biennale de Moscou, Musée Lenine, Moscou, Russie, kuratiert von Nicolas Bourriaud.
- 2005: L’idiotie, Domaine Pommery, Reims, kuratiert von Jean-Yves Jouannais.
- 2005: Invisible Script, W139, Amsterdam, kuratiert von François Piron
- 2005: Remagine, Musée d’Art Contemporain de Lyon
- 2005: Radiodays, de Appel, Amsterdam, Holland, kuratiert von Claire Staebler
- 2005: Global Tour, W139, Amsterdam, Holland, kuratiert von Amiel Grumberg
- 2004 : Hors d’œuvre : ordres et désordres de la nourriture, Capc Musée d’art contemporain de Bordeaux.
- 2004: Libretto, Musée National d’Art Contemporain, Bucarest, kuratiert von Ami Barak.
- 2004: Cremers Haufen, Westfälisches Landesmuseum, Münster.
- 2003 : Bandes à part : le cinéma dans l’art contemporain, Musée d’art moderne et contemporain, Strasbourg
- 2003: Le ludique, Musée d’Art Moderne de Villeneuve-d’Ascq
- 2002: L’amie de mon ami, EPA, Cergy-Pontoise
- 2002: Promotion, Espace Paul Ricard, Paris, kuratiert von François Piron.
- 2002: (des)enchanté(e)s, Espace Croisé, Centre d’art contemporain, Roubaix
- 2002: La vie devant soi, FRAC Languedoc-Roussillon, Montpellier & Cimaise et Portique, Albi, kuratiert von Ami Barak
- 2001: Traversées, ARC, Musée d’Art Moderne de la Ville de Paris, kuratiert von Hans Ulrich Obrist
- 2001: 1ére Biennale de Tirana, Tirana, Albanie, kuratiert von Hans Ulrich Obrist.
- 2001: Parallèle, Parallaxe, Paradoxe, Maison populaire de Montreuil, Frankreich, kuratiert von François Piron.
- 2001: Le Ludique, Musée des beaux-arts, Québec[1].
- 2001: Podium Moderne, Dunkerque, kuratiert von Arnaud Labelle-Rojoux
- 2001: Beau fixe, Centre Photographique d’Ile-de-Frankreich, Pontault-Combault
- 2001: Talk to me, Signal, Malmö
- 2001: Hoops!, Link, Bologne
- 2001: Le Parvis, Centre d’Art Contemporain, Pau
- 2001: Artistes d’architectes, galerie Roger Pailhas, Marseille, Frankreich.
- 2000: Sensitive, Printemps de Cahors, kuratiert von Christine Macel.
- 2000: Négociations, Centre Régional d’Art Contemporain, Sète
- 2000: Architecture et mobilité, 3. Biennale d’art contemporain d’Enghien-les-Bains
- 2000: Des arts plastiques…à la mode, Christie’s, Paris.
- 1999: Nous nous sommes tant aimés, Ensba, Paris.
- 1999: A girl like you, galerie Praz-Delavallade, Paris
- 1999: Ouverture 4, Château de Bionnay, Lacenas
- 1999: Vilnius-Paris 1999, Contemporary Art Center, Vilnius
- 1998 : Gare de l’Est, Casino Forum d’art contemporain, Luxemburg, curator : Hou Hanru.
- 1998: Aller/Retour, Bonner Kunstverein, Bonn; Stadtgalerie Kiel & Stadtgalerie Saarbrücken, Deutschland.
- 1998: Bruits secrets, CCC, Tours
- 1998: États de rire, centre d’art contemporain, Rueil-Malmaison
- 1998: Printemps-Octobre, centre commercial Italie 2, Paris
- 1997: Et l’extra c’est exquis, galerie municipale Édouard Manet, Gennevilliers
- 1997: Utopie ou l’auberge espagnole, centre d’art contemporain, Rueil-Malmaison
- 1997: Galerie Chez Valentin, Paris
- 1996: Vingt ans, le plus bel âge, passage de Retz, Paris.
- 1995: Fréquence de résonance, A l’écart, Montreuil
- 1995: Rencontres internationales de la photographie, Arles, kuratiert von : Michel Nuridsany.
- 1993: Mastère 92, ENSBA, Paris
- 1992: Centre d’art contemporain, Rueil-Malmaison
- 1991: The living-room, Glasgow, Großbritannien[1]
- 1991: Windfall, Glasgow, Großbritannien
- 1989: Musée Roy Adzak, Paris[1]

## Weblink
- Website von Boris Achour